# Grote sigarenmaker
De grote sigarenmaker (Byctiscus betulae) is een keversoort uit de familie Rhynchitidae. De wetenschappelijke naam van de soort is gepubliceerd in 1758 door Linnaeus in de tiende editie van Systema naturae.